# Шведская национальная криминальная лаборатория
Шведская национальная криминальная лаборатория (швед. Statens kriminaltekniska laboratorium, SKL) — шведское государственное агентство Министерства юстиции Швеции. Задачей лаборатории является помощь полиции Швеции в расследовании преступлений. Лаборатория изучает вещественные доказательства, полученные с мест преступления, проводит экспертизы в различных областях, устанавливает связи между объектами, лицами и местами.

## Структура
Лаборатория находится в подчинении Национального департамента полиции.
Лабораторию возглавляет начальник лаборатории, в подчинении которого находится администрация и исследовательские подразделения:
- отдел биологических исследований;
- отдел анализа сильнодействующих веществ;
- отдел химического и технического анализа;
- отдел документации и информационных технологий.

Помимо анализа вещественных доказательств и экспертизы лаборатория занимается научными исследованиями в криминальной области и обучением персонала. Штат лаборатории составляет 290 человек.